# Hankiz Omar
Hankiz Omar (uigurisch خانقىز ئۆمەر Xanqiz Ömer, chinesisch 哈妮克孜·吾買爾 / 哈妮克孜·吾买尔, Pinyin Hānīkèzī Wúmǎiěr, * 29. Januar 1996 in Urumqi, Xinjiang, Volksrepublik China), besser bekannt als Hanikezi, ist ein chinesisches Model, Schauspielerin und Tänzerin uigurischer Abstammung.

## Leben und Karriere
Omar wurde am 29. Januar 1996 in Ürümqi geboren. Sie studierte an der Xinjiang Arts Institute. Am 1. Januar 2019 nahm Omar an der Neujahrsfest von CCTV teil, wo sie und der kasachische Sänger Dimash Kudaibergen das Lied Mo Li Hua aufführten.
Anschließend nahm sie dann an der „Frühlingsfest-Gala“ von Hunan TV teil und führte mit mehreren anderen Künstlern den Gruppentanz The Silk Road auf. 2020 bekam sie in der Fernsehserie Dance of the Sky Empire dei Hauptrolle. Im selben Jahr trat sie in der Serie Ultimate Note auf. Außerdem war Omar in dem Film Soul Snatcher zu sehen.

## Filmografie (Auswahl)
- 2020: Dance of the Sky Empire (Fernsehserie, 22 Episoden)
- 2021: Ultimate Note (Fernsehserie, 3 Episoden)
- 2021: Soul Snatcher (Film)